# De Grieksche A

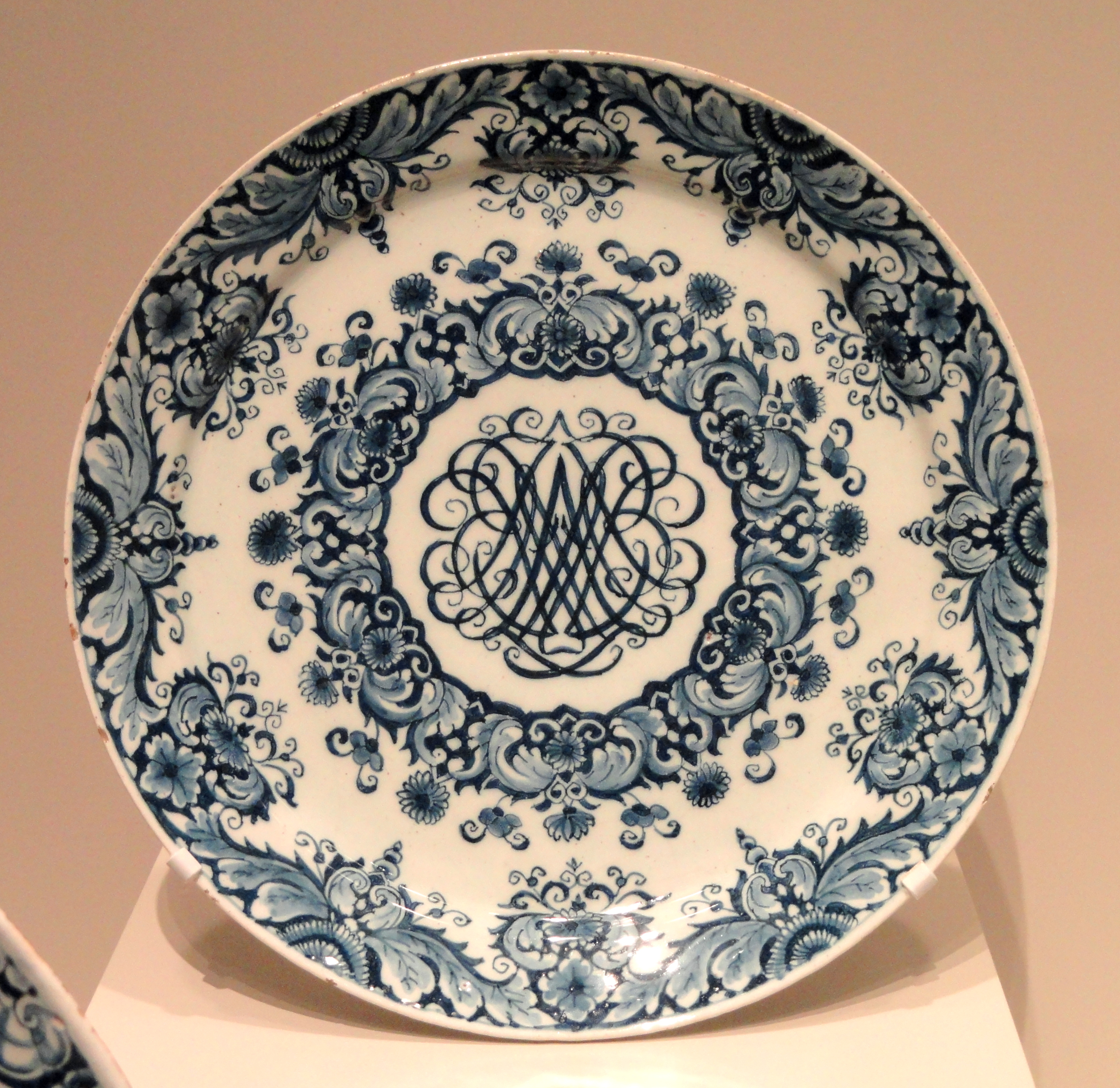
Bord, 1703, ontworpen door Pieter Adriaensz Kocks

De Griekse A was een plateelbakkerij in Delft van 1657 - 1818. De bakkerij lag aan de zuidkant van Delft, aan de Lange Geer 44-46, en liep achter door naar Achterom 64.

## Fabriek
De plateelfabriek bestond uit verschillende panden. Centraal was de oven, er was een droogzolder, een atelier, een woning voor de meester, een opslagplaats etc. Men noemde het product porselein, hoewel Holland geen grondstoffen had om porselein te maken. Het was plateel.

#### Ovens
Rond 1700 had Delft ongeveer 30 plateelfabrieken waar ongeveer 900 mensen werkten. De helft van de fabrieken had één oven, De Griekse A behoorde bij de grotere fabrieken en had twee ovens. Alleen De Porceleine Schotel had drie ovens.

Een oven werd eenmaal per week opgestookt, na het bakken moest de oven afkoelen en geleegd worden.

## Meesters
Zowel meesters als leerlingen werden ingeschreven in het Gildeboek van St. Lucas. In 1977 werd dit boek uitgegeven, het bestond uit 120 pagina's. Meesters waren geheel of gedeeltelijk eigenaar van de fabriek.
| Periode     | Naam                       | Signatuur        | Foto's      |
| ----------- | -------------------------- | ---------------- | ----------- |
| 1658 - 1678 | Wouter van Eenhoorn        | onbekend         |             |
| 1678 - 1686 | Samuel van Eenhoorn        | SVE              |             |
| 1686 - 1701 | Adrianus Kocx              | AK               |             |
| 1701 - 1722 | Pieter Kocx                | APK en AK        |             |
| 1722 - 1757 | Jacob van der Kool         | AIK              |             |
| 1757 - 1765 | Jan Teunis Dextra          | ITD / D          |             |
| 1765 - 1768 | Jacob Halder Adriaensz.    | AIH / IH / JH    |             |
| 1768 - 1796 | Jan van den Briel          | AJVDB / JVDB / A |             |
| 1796 - 1811 | Pieter Jansz van Marksveld | APVMV            | [dode link] |

Wouter van Eenhoorn had al vijf plateelfabriekjes toen hij in 1658 De Grieksche A, toen nog een brouwerij, kocht.
Zijn zoon Samuel nam de fabriek van hem over. Samuel begon met lichtgekleurd glazuur te werken, zacht lichtgroen en lichtblauw en soms wit. Hij kopieerde ook wel Chinese motieven. Hij overleed in 1686.
Adrianus Kocx, de derde meester van de bakkerij, kocht de fabriek van zijn schoonzuster en bleef eigenaar tot zijn dood in 1701. Hij maakte in opdracht van Daniel Marot een aantal bloemhouders met tuiten en later bloempiramides voor Mary Stuart. Deze stonden op 't Loo en op Hampton Court. In de tuin van 't Loo zijn restanten van tegels en vazen gevonden uit de tijd van het koningspaar. Dergelijke bloemvazen met tuiten werden pas in de 18de eeuw tulpenvazen genoemd. 
Adrianus Kocx maakte ook andere nieuwe producten zoals bierpullen en scheerkommen. Zijn zoon Pieter Kocx nam het bedrijf van hem over, hij signeerde met APK maar dit merkteken werd ook nog na zijn overlijden in 1703 gebruikt.
In het midden van de 18de eeuw worden veel plateelbakkerijen gesloten, maar De Grieksche A overleeft vooral omdat hun kwaliteit erg goed is. In de tijd van Lodewijk Napoleon wordt veel Frans porselein geïmporteerd en gaat de fabriek ten onder.